# Hochschule für Technik Zürich
Die Hochschule für Technik Zürich, kurz HSZ-T, war eine Schweizer Fachhochschule in Zürich mit privater Trägerschaft. Sie war eine der fünf Teilschulen der Zürcher Fachhochschule. Sie lag nahe dem Hauptbahnhof Zürich in der Nähe der Sihlpost und im Technopark Zürich in Zürich West.
Die HSZ-T wurde am 1. Januar 2012 vollständig in die ZHAW überführt.

## Geschichte
1922 wurde von Lehrern der Juventus Schulen das Abend-Technikum Zürich (A.T.Z.) gegründet. 1969 wurde das Abend-Technikum als Höhere Technische Lehranstalt (HTL) anerkannt und trug ab 1978 die Bezeichnung Ingenieurschule Zürich (ISZ). 1998 wurde die ISZ zum Studienbereich Technik (HSZ-T) der neu gegründeten Hochschule für Technik, Wirtschaft und Verwaltung Zürich (HSZ), die eine von acht Teilschulen der neuen Zürcher Fachhochschule war. 2001 wurde die HSZ-T als rechtlich eigenständige Körperschaft aus der Stiftung Juventus Schulen ausgegliedert.

## Berufsbegleitende Bachelor-Studiengänge
- Architektur
- Bauingenieurwesen
- Elektrotechnik
- Informatik
- Maschinentechnik